# Palais des Assurances générales (Florence)
Le palais des Assurances Générales (en italien : Palazzo delle Assicurazioni Generali) est le dernier grand bâtiment construit sur la Piazza della Signoria à Florence. 

## Description
Avant la construction du bâtiment, en 1871, conçu par l'architecte Giovanni Carlo Landi, à sa place se trouvaient la Loggia dei Pisani, où se trouvait depuis 1352 l'Arte del Cambio, et l'église Sainte Cécile. 
Le bâtiment, aux formes typiques du début de la Renaissance florentine, fait écho aux formes des palais des grandes familles florentines, en particulier les palais Medici Riccardi, Strozzi et Gondi, mais au rez de chaussée se trouvent une série continue d'arches où sont logés de gros fonds commerciaux, dont le célèbre Café Rivoire. Pour augmenter la disponibilité des surfaces utiles, il a quatre étages au lieu des trois traditionnels. Un autre écart significatif par rapport aux modèles inspirants, il est fait de pietra serena au lieu du pietraforte traditionnel. 
Depuis sa construction, l'immeuble n'avait pas de vocation de logement mais son seul but était d'abriter les bureaux locaux de la compagnie d'assurance, fondée à Trieste. Il fait partie d'une série de bâtiments construits dans le même but dans les grandes villes italiennes. Dans la seconde moitié du XIXe siècle les Assurances générales (raccourcies en Generali) étaient en plein essor en Italie et en Europe. 
Dans le bâtiment florentin, la parfaite symétrie du bâtiment et sa masse le rendent immédiatement visible. 

## Autres images

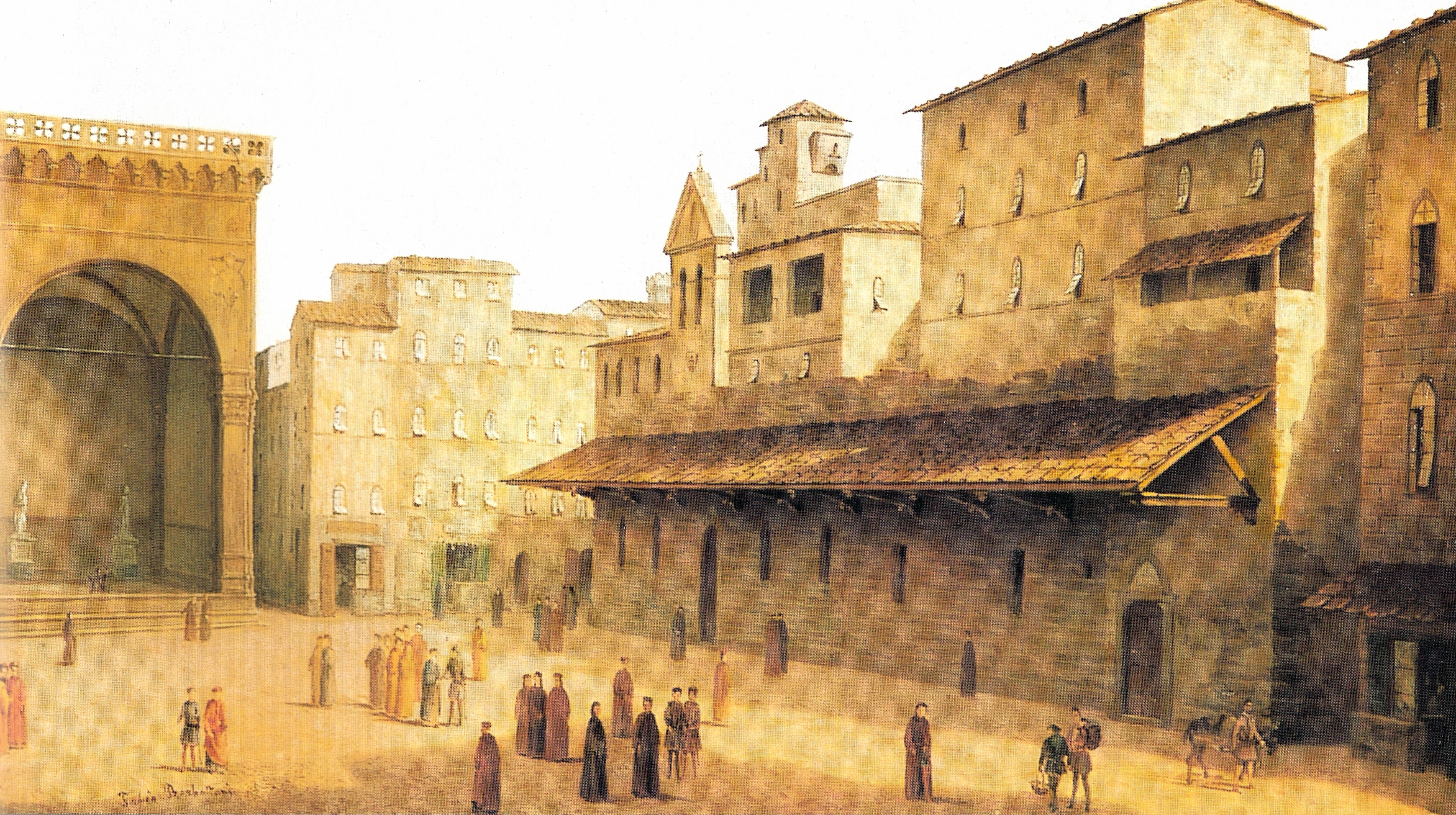
Le toit Pisan, huile de Fabio Borbottoni
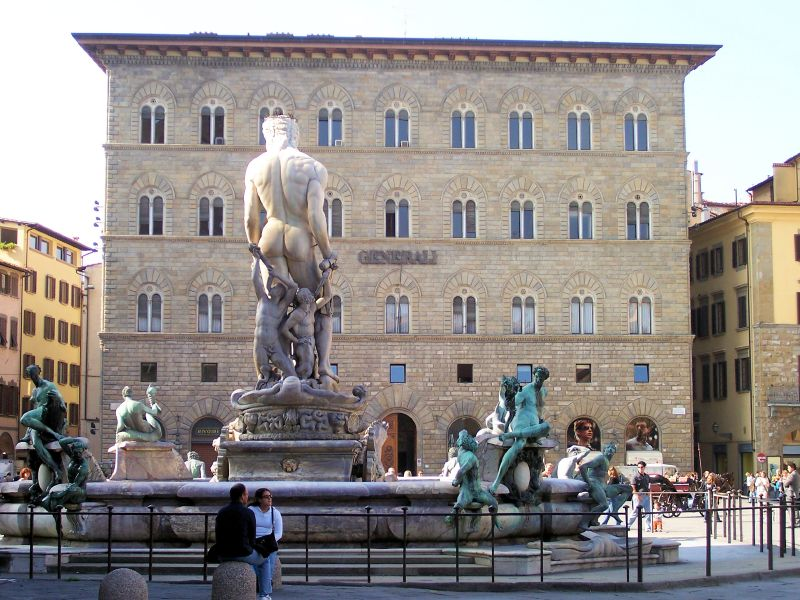
Le palais
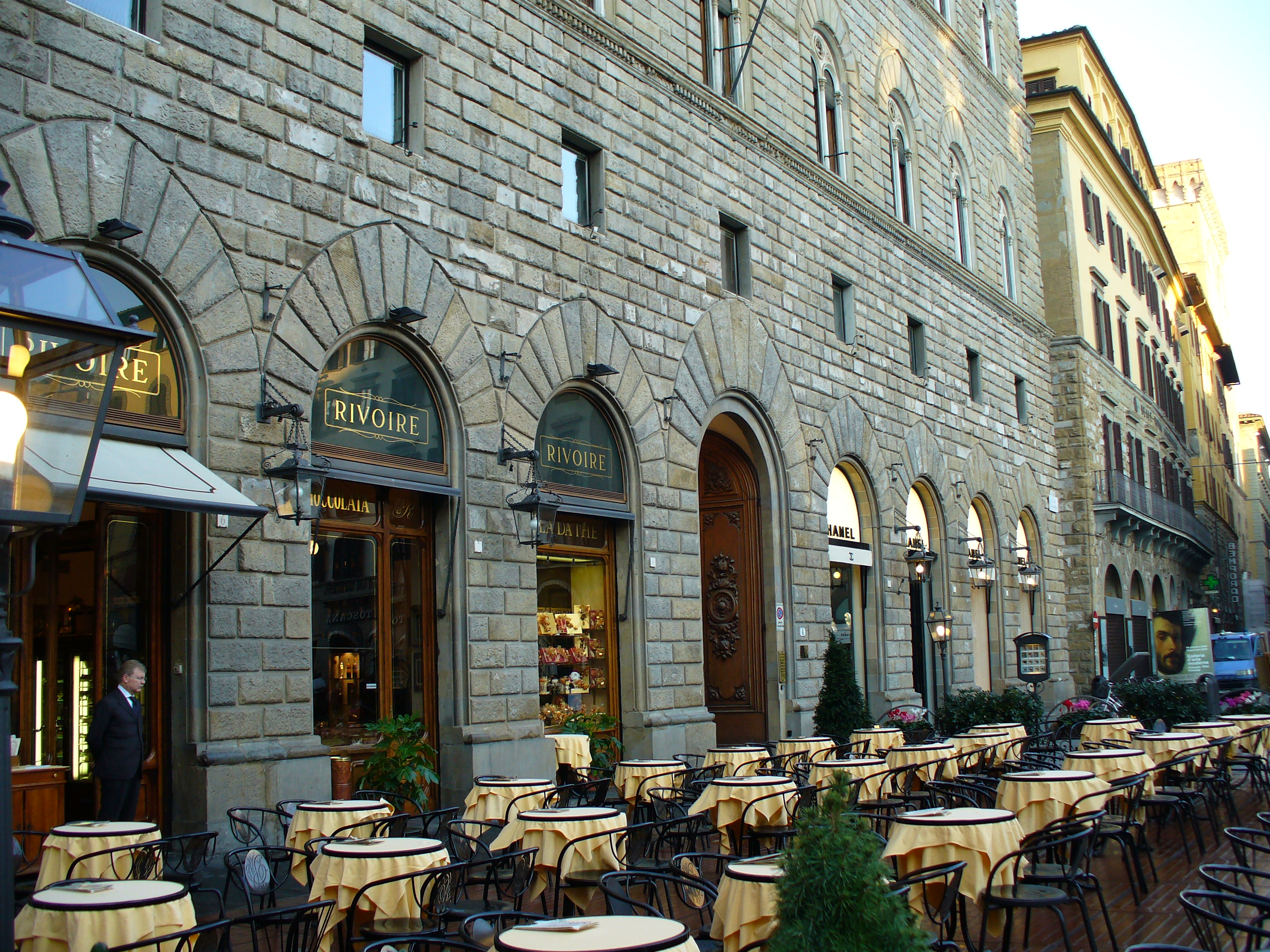
Café Rivoire